# 広州原州高速道路
広州原州高速道路（クァンジュウォンジュこうそくどうろ）は、京畿道広州市から江原特別自治道原州市まで至る高速道路（高速国道）である。

## 概要
在来の嶺東高速道路はソウルからは交通量の多く渋滞する京釜高速道路又は中部高速道路を長く経由しなければならない上、大きく迂回の必要な線形であった。そのためバイパス路線として計画された路線で、2005年2月民間による建設路線として確定された路線である。当時の事業名は'第二嶺東高速道路。なお、第二嶺東高速道路という名称は、2003年頃まではまだ現在のソウル襄陽高速道路の別称として使われていた。
2008年、正式に高速国道52号広州原州高速道路として高速国道に指定され、民間事業者により2016年開通した。

### 路線データ
- 起点：京畿道広州市草月邑（京畿広州JCT）
- 終点：江原特別自治道原州市加峴洞（原州JCT）
- 全長：56.9 km
- 管理会社：第二嶺東高速道路（2016年～2046年[5]）
- 制限最高速度 100 km/h
- 制限最低速度 50 km/h
- 車線数：全区間4車線

## 歴史
- 2006年6月30日 「ソウル～原州（第二嶺東）高速道路」事業（仮称）の第三者提案公告[2]
- 2008年1月3日 高速国道52号広州原州高速道路の新規指定[4]
- 2008年5月19日 「広州～原州高速道路」事業が民間投資事業として指定[6]
- 2010年3月4日 「広州～原州高速道路」民間投資事業の実施計画が承認[7]
- 2016年11月11日 全区間開通[8]

## 道路状況

### 交通量
24時間交通量（台） 交通量統計年報（随時統計）
| 区間                             | 2017年 | 2020年  | 2023年 |
| -------------------------------- | ------ | ------- | ------ |
| 京畿広州JCT・草月IC - 東昆池岩IC | 60,547 | 57,089, | 52,467 |
| 東昆池岩IC - 興川梨浦IC          | 50,034 | 50,705  | 54,073 |
| 興川梨浦IC - 大神IC              | 37,035 | 42,241  | 43,508 |
| 大神IC - 東驪州HIC               | 35,165 | 39,936  | 41,290 |
| 東驪州HIC - 東楊平IC             | 33,801 | 38,477  | 39,503 |
| 東楊平IC - 西原州IC              | 32,743 | 37,009  | 38,497 |
| 西原州IC - 新坪JCT               | 35,761 | 39,494  | 43,933 |
| 新坪JCT - 原州JCT                | 15,674 | 17,191  | 18,263 |

## インターチェンジなど
- ハイパス専用のインターチェンジ（HIC）は背景色     で示す。

| IC 番号                                  | 施設名                                   | 施設名                                   | 接続路線名                                                      | 起点 から (km)                           | 備考                                     | 所在地                                   | 所在地                                   |
| 中部高速道路 東ソウル料金所・河南JCT方面 | 中部高速道路 東ソウル料金所・河南JCT方面 | 中部高速道路 東ソウル料金所・河南JCT方面 | 中部高速道路 東ソウル料金所・河南JCT方面                        | 中部高速道路 東ソウル料金所・河南JCT方面 | 中部高速道路 東ソウル料金所・河南JCT方面 | 中部高速道路 東ソウル料金所・河南JCT方面 | 中部高速道路 東ソウル料金所・河南JCT方面 |
| ---------------------------------------- | ---------------------------------------- | ---------------------------------------- | --------------------------------------------------------------- | ---------------------------------------- | ---------------------------------------- | ---------------------------------------- | ---------------------------------------- |
| 1                                        | 京畿広州JCT                              | 경기광주 분기점                          | 高速国道35号中部線 高速国道37号第二中部線                       | 0.0                                      | 両線とも河南方面と原州方面との連絡のみ   | 京畿道                                   | 広州市                                   |
| 2                                        | 草月IC                                   | 초월 나들목                              | 国道3号（城南利川路、自動車専用道路）                           | 1.7                                      | 原州方面との連絡のみ                     | 京畿道                                   | 広州市                                   |
| 3                                        | 東昆池岩IC                               | 동곤지암 나들목                          | 国家支援地方道98号（広驪路）                                    | 8.3                                      |                                          | 京畿道                                   | 広州市                                   |
| SA                                       | 京畿広州SA                               | 경기광주 휴게소                          |                                                                 | 9.1                                      |                                          | 京畿道                                   | 広州市                                   |
| 4                                        | 興川梨浦IC                               | 흥천이포 나들목                          | 国家支援地方道70号（利驪路） 高速国道45号中部内陸線（北驪州IC） | 18.5                                     |                                          | 京畿道                                   | 驪州市                                   |
| 5                                        | 大神IC                                   | 대신 나들목                              | 国道37号・国家支援地方道88号（驪楊路）                          | 24.5                                     |                                          | 京畿道                                   | 驪州市                                   |
| 6                                        | 東驪州ハイパスIC                         | 동여주 하이패스 나들목                   | 国家支援地方道88号（高達寺路）                                  | 33.1                                     |                                          | 京畿道                                   | 驪州市                                   |
| SA                                       | 楊平SA                                   | 양평 휴게소                              |                                                                 | 36.1                                     |                                          | 京畿道                                   | 楊平郡                                   |
| 7                                        | 東楊平IC                                 | 동양평 나들목                            | 地方道349号（原楊1路）                                          | 40.3                                     |                                          | 京畿道                                   | 楊平郡                                   |
| 8                                        | 西原州IC                                 | 서원주 나들목                            | 原州市道7号（月松石花路）                                       | 48.7                                     |                                          | 江原特別自治道 原州市                    | 江原特別自治道 原州市                    |
| 9                                        | 新坪JCT                                  | 신평 분기점                              | 高速国道55号中央線                                              | 52.8                                     | 広州方面との連絡のみ                     | 江原特別自治道 原州市                    | 江原特別自治道 原州市                    |
| 10                                       | 原州JCT                                  | 원주 분기점                              | 高速国道50号嶺東線                                              | 56.9                                     | 江陵方面との連絡のみ                     | 江原特別自治道 原州市                    | 江原特別自治道 原州市                    |
| 嶺東高速道路 原州・江陵方面              |                                          |                                          |                                                                 |                                          |                                          |                                          |                                          |